# Taisnières-sur-Hon
Taisnières-sur-Hon è un comune francese di 928 abitanti situato nel dipartimento del Nord nella regione dell'Alta Francia.

## Società

### Evoluzione demografica
Abitanti censiti